# Болотна райка
Болотна райка (Pseudacris) — рід земноводних підродини Hylinae родини Райкові. Має 18 видів.

## Опис
Загальна довжина представників цього роду коливається від 3 до 6 см. Голова невелика. Очі трохи витрішкуваті. Зіниці горизонтальні. тулуб стрункий. Задні лапи довші за передні. На пальцях присутні присоски. Забарвлення спини світлих кольорів: переважно зеленого, оливкового з різними відтінками. Черево зазвичай жовтувате, бежеве, біле.

## Спосіб життя
Полюбляють стоячі водойми, зокрема болота, ставки, стариці. Звідси походить назва цього роду. Активні вранці, при сприятливій погоді — вдень.
Це яйцекладні земноводні. Шлюбний спів самця досить тонкий, нагадує цвіркуна або сарану. Самиця відкладає яйця у волдойму, де розвиваються пуголовки.

## Розповсюдження
Мешкають у Північній Америці: від Іллінойсу й Арканзасу до Скелястих гір (США) та від затоки Сан-Франциско до Мексиканської затоки.

## Види
- Pseudacris brachyphona
- Pseudacris brimleyi
- Pseudacris cadaverina
- Pseudacris clarkii
- Pseudacris crucifer
- Pseudacris feriarum
- Pseudacris fouquettei
- Pseudacris hypochondriaca
- Pseudacris illinoensis
- Pseudacris kalmi
- Pseudacris maculata
- Pseudacris nigrita
- Pseudacris ocularis
- Pseudacris ornata
- Pseudacris regilla
- Pseudacris sierra
- Pseudacris streckeri
- Pseudacris triseriata